# Kabanowo (przystanek kolejowy)
Kabanowo (ros. Кабаново) – przystanek kolejowy w miejscowości Kabanowo, w rejonie oriechowsko-zujewskim, w obwodzie moskiewskim, w Rosji. Położony jest na nowym szlaku Kolei Transsyberyjskiej.